# الحائط
الحائط  مدينة سعودية والعاصمة الإدارية لمحافظة الحائط، تقع إلى جنوب منطقة حائل وتبعد عن مدينة حائل حوالي 250 كم. تعتبر من أكبر المدن التابعة للمنطقة، ويوجد بها أقدم المواقع الأثرية في تاريخ شبه الجزيرة العربية. وكانت تسمى قديماً فدك، كانت تشتهر بالعيون وزراعة النخيل.

## الموقع
تبعد عن المدينة المنورة بحوالي 220 تقريباً بمدة لا تزيد عن ثلاث ساعات على الأكثر وعن حائل نحو 250كم وترتبط بحائل بعدة طرق الأول عن طريق حائل المدينة المنورة وعند الحليفة السفلي تفرق لها غرب نحو 50كم عن طريق الحائط الشملي وعند انبوان تتجه شرق إلى سقف ثم عقلة الجبرين، ولها ثلاث طرق من المدينة؛ الأول من محافظة الحناكية إلى هجرة الصويدرة إلى الحليفتين الحليفة السفلى ثم الحليفة العليا ثم عدة قرى وبعدها تصل إلى محافظة الحائط، أما الطريق الآخر فهو الأقرب وهو من محافظة الحناكية ومن ثم إلى مدينة النُخيْل ومن ثم قرية عمائر المرير، وبعدها إلى مدينة الحائط، أما الأخير وهو الأقرب وهو طريق المدينة حائل السريع إلى مخرج الحائط.

## الدوائر الحكومية
تضم مدينة الحائط العديد من الدوائر الحكومية الخاصة بالمحافظة ومنها
- مقر المحافظة
- مقر البلدية
- مقر الشرطة
- المحكمة العامة
- كتابة العدل
- مكتب التربية والتعليم
- الدفاع المدني
- شعبة المرور
- إدارة الأوقاف والمساجد
- الغرفة التجارية
- فرع وزراة الزراعة
- فرع وزارة المياه
- هيئة الأمر بالمعروف والنهي عن المنكر
- مكتب العمل
- المجلس البلدي

## التعليم
يتوفر في محافظة الحائط الكثير من المدارس الابتدائية والمتوسطة والثانوية وفرع لجامعة حائل وكلية تقنية للبنين.

## الصحة
يتوفر في مدينة الحائط مركز حكومي للرعاية الصحية ومستوصف خاص، وافتتح في عام 1435هـ الموافق 2014م مستشفى الحائط العام بسعة 50 سرير.